# Samuli Vauramo
Samuli Vauramo, född 22 oktober 1981 i Vanda  är en finländsk skådespelare. 
Vauramo studerade till skådespelare vid Teaterhögskolan i Helsingfors, och gick ut med magisterexamen i teaterkonst våren 2005. Han spelade från 2006 till 2007 i Kotkas stadsteater. Hans första roll där var i Aleksis Kivis Nummisuutarit (Sockenskomakarna), när han spelade Mikko Vilkastus. Andra pjäser hans spelat i var Eurooppa (Europa) och en musikal Veriveljet (Blodsbröderna).
Vauramos första film var Aki Kaurismäkis film  Mannen utan minne (2002), där han arbetade som assistent. Hans första filmroll var i Dome Karukoskis film Tyttö sinä olet tähti, som hade premiär oktober 2005. Nästa filmroll var i filmen Lieksa!, som hade premiär september 2007.

## Filmer och TV-serier i urval
- 2010 – The American
- 2016 – Tjockare än vatten (TV-serie)
- 2017 – Okänd soldat
- 2024 – Konflikt (TV-serie)